# Aristokratka ve varu
Aristokratka ve varu je koprodukční česko-slovenská filmová rodinná komedie z roku 2024 režiséra Jiřího Vejdělka, který k ní napsal i scénář. Jedná se o pokračování filmu Poslední aristokratka a zároveň o adaptaci stejnojmenného humoristického románu Evžena Bočka.
Aristokratku ve varu finančně podpořili Jihomoravský filmový fond a Státní fond kinematografie; premiéru měl 18. ledna 2024 a do kin jej uvedl distributor Falcon. Na Slovensku distribuovala film společnost Forum Film SK, do tamních kin byl uveden 25. leden 2024.

## Obsazení
| Hynek Čermák       | Frank Kostka                  |
| Tatiana Dyková     | Vivien, Frankova manželka     |
| Yvona Stolařová    | Marie, dcera Franka a Vivien  |
| Martin Pechlát     | kastelán Josef                |
| Eliška Balzerová   | hospodyně Anežka Tichá        |
| Pavel Liška        | údržbář Krása                 |
| Simona Lewandowska | Deniska, dcera právníka Bendy |
| Zdeněk Piškula     | Max, nápadník Marie           |
| Petra Nesvačilová  | Vostrá                        |
| Tomáš Jeřábek      | hygienik Šváb                 |
| Marek Taclík       | instalatér                    |

## Výroba
Tvůrci natáčeli zejména na zámku Milotice na jihu Moravy, kde celá Aristokratka vznikla a kde už se stačila stát součástí prohlídek; spisovatel Evžen Boček zde totiž pracuje jako kastelán. Dalšími lokacemi byly zámky v Lemberku a v Rájci nad Svitavou.

## Recenze
- Věra Míšková, Právo / Novinky.cz  65 %[2]
- Mirka Spáčilová, MF DNES / iDNES.cz  50 %[3]